# The Last Duel
The Last Duel ist ein Filmdrama von Ridley Scott aus dem Jahr 2021. Der Historienfilm basiert auf dem Buch The Last Duel: A True Story of Trial by Combat in Medieval France des US-Amerikaners Eric Jager. Der deutsche Kinostart der Literaturverfilmung durch 20th Century Studios war am 14. Oktober 2021. Weltpremiere feierte der Film bei den Internationalen Filmfestspielen von Venedig am 10. September 2021.

## Handlung
Das der Filmhandlung zugrunde liegende, historische Duell fand am 29. Dezember 1386 statt. Marguerite de Carrouges, geborene de Thibouville und Gattin des Ritters Jean de Carrouges, behauptet, vom besten Freund ihres Mannes, Jacques Le Gris, vergewaltigt worden zu sein. Während Le Gris seine Unschuld beteuert, fordert de Carrouges ihn zu einem Duell im Rahmen eines Gottesurteils auf. Diese drei Personen und die Handlungsstränge sind auch historisch durch Akten und Aufzeichnungen verbürgt. Es wird das letzte gesetzlich untermauerte Duell dieser Art in der Geschichte Frankreichs werden.
Der Film funktioniert über eine Rückblende, die, angelehnt an Vorbilder wie Rashomon, aus drei Perspektiven in folgender Reihenfolge erzählt wird: Die des Ehemannes, die des mutmaßlichen Vergewaltigers und die der Ehefrau, ehe sie dann wieder bei der Rahmenhandlung, dem Duell, endet. Filmische Mittel, neue Szenen und andere Sichtweiten identischer Dialoge unterstreichen die unterschiedlichen, einander teils widersprechenden Erinnerungen der Protagonisten an die Ereignisse, die sich über mehrere Jahre erstrecken.
Der Film steigt mit dem Duell-Beginn ein, geht dann in die erste Rückblende „Die Wahrheit nach Jean de Carrouges“ (Matt Damon) und zeigt seinen Werdegang aus seiner Sicht: Er kämpft in einer Schlacht gemeinsam mit seinem Freund Jacques Le Gris (Adam Driver), in welcher er tapfer Initiative zeigt und seinem Freund das Leben rettet. Sie zeigt seine Bekanntschaft und letztendliche Hochzeit mit der reichen Erbin Marguerite de Carrouges (Jodie Comer) und die aufkommende Entfremdung von seinem einstigen Freund, als dieser einen Teil der als Mitgift erhofften Ländereien von ihrem gemeinsamen Lehnsherrn Pierre d’Alençon (Ben Affleck) zugesprochen bekommt, in den Augen von Carrouges aus ungerechter Günstlingswirtschaft. Ein Versöhnungsversuch nach einem Treffen auf einem Fest scheitert am arroganten Le Gris, der für Carrouges immer mehr zur Wurzel allen Übels wird: Letztlich arbeitet dieser anscheinend darauf hin, Carrouges systematisch zu schaden und ihn zu demütigen; die Vergewaltigung von Marguerite ist in dieser Sicht nur eine weitere Entehrung, die eigentlich ihren Gatten zum Ziel hat. Der Alltag von Carrouges mit seiner Frau und seiner Mutter Nicole de Buchard (Harriet Walter) wirkt hingegen wie kleine Inseln des Friedens, die Hochzeitsnacht mit Marguerite erscheint in seiner Sicht fast liebevoll, sein Verhör von Marguerite vor dem Duell mutet sachlich an. Das Leben von Jean de Carrouges, seine finanziellen Probleme und seine Art, die Welt zu sehen, werden durch filmische Mittel eingefangen: Es ist eine kühle, harte Welt, in der die Dinge erkämpft werden müssen und in der männliche Ehre über allem steht. Die Wahrheit über die von seiner Frau angezeigte Vergewaltigung ist aus dieser Perspektive noch nicht ersichtlich.
Die „Wahrheit nach Jacques Le Gris“ ist die zweite Perspektive, die gezeigt wird. Die Dialoge sind nun geistvoller, die Stimmung gelöster – der Film bekommt eine andere Stimmung. Zentrale Szenen wie die anfängliche Schlacht, die Steuereintreibung und auch die Begegnung auf einem Fest werden nun anders erzählt: Jetzt ist Carrouges der Unbedachte, der in der Schlacht gerettet werden muss, er ist ein dümmlicher, rasch gekränkter Hitzkopf, der stets beschwichtigt werden muss, und beim Treffen auf dem Fest ist es seine Frau, die im Gespräch mit Le Gris eine gemeinsame Liebe zur Literatur entdeckt und beim Tanzen im Gespräch mit ihrem Mann die Augen nicht von Le Gris lassen kann. Neue Szenen, die die Freundschaft mit Pierre d’Alençon zeigen, helfen zu verstehen, wie Le Gris´ Aufstieg und seine Anhäufung von Lehen und Gunstbezeugungen funktionieren: Sie sind beide Lebemänner, die mit Carrouges´ steifer und negativer Sicht der Dinge nichts anfangen können, daher wird Le Gris vom Lehnsherrn bevorzugt. Der charmante Le Gris und d’Alençon genießen auch gemeinsame Abende mit vielen Frauen. Hier wird eine Szene gezeigt, in der Le Gris im Spiel eine Hofdame durch das Hinterzimmer jagt, bis sie schließlich von anderen Frauen (keineswegs gegen ihren Willen) auf dem Bett festgehalten wird, wo er mit ihr einvernehmlich Sex hat. Schließlich kommt es zum Besuch von Le Gris auf Carrouges´ Familienbesitz, wo er unter einem Vorwand durch einen Freund (Adam Nagaitis) eingelassen wird. Es folgt ein Dialog, in dem Le Gris Marguerite seine Liebe gesteht und sie ihn in seiner Wahrnehmung spielerisch und unernst darauf hinweist, dass sie verheiratet sei und er gehen müsse. Als er dieser Aufforderung nicht nachkommt, geht sie die Treppen hinauf und verliert verführerisch ihre Schuhe. Es fällt ein Satz, den Le Gris bereits in der Schlafkammerszene bei seinem Freund geäußert hat: „Wenn du davon läufst, jage ich dich nur“; es wird deutlich, dass er auch Marguerites Abwehrversuche als spielerisch einordnet, ebenso wie ihren Hilferuf nach der einzigen noch verbliebenen Zofe während der Abwesenheit ihres Mannes, ihrer Schwiegermutter und des gesamten Gesindes. Le Gris wirft Marguerite letztendlich aufs Bett, die immer noch, wenn auch scheinbar halbherzig, Gegenwehr zeigt, dringt von hinten in sie ein und kommt auch zum Höhepunkt. Danach rät er ihr, ihrem Mann nichts davon zu erzählen, damit sie keinen Schaden nimmt. Sie „konnten nicht an sich halten“ sagt er, küsst sie und verlässt das Zimmer, immer noch in dem Glauben, dass gerade einvernehmlicher Sex stattgefunden habe. Marguerite bleibt auf dem Bett zurück.
Der dritte „Durchgang“ der Geschichte, „Die Wahrheit nach Marguerite de Carrouges“, erscheint, und „nach Marguerite de Carrouges“ verblasst langsam, sodass nur noch „Die Wahrheit“ für einen kurzen Moment stehen bleibt. Die letzte Variante beinhaltet mehr Szenen aus dem Alltagsleben der Frau – Feldarbeit und Organisation des Familiensitzes, Frauengespräche, beispielsweise, dass Le Gris von ihr als gut aussehender Mann eingeschätzt wird, was Marguerite später vor Gericht vorgehalten wird. Die sozialen Interaktionen sind hier deutlich anders gefärbt – Frauen sind der Besitz ihrer Männer und haben nur einen kleinen Handlungsspielraum, zeigen dabei jedoch eine sehr lebendige und moderne Seite, die durch das Dialogkonzept eingefangen wird. Die Hochzeitsnacht ist eine lieblose Inbesitznahme durch den Bräutigam und gleicht einer Vergewaltigung – und auch später, nachdem Marguerite ihm gesagt hat, dass sie ihrem Mann nicht beiwohnen kann, und ihm zur Begründung von der Vergewaltigung durch Le Gris erzählt, besteht Carrouges darauf, noch einmal mit ihr zu schlafen, da nicht Le Gris der Letzte sein solle, der mit seiner Frau geschlafen hat. Hier wird das Besitzdenken der Männer offenkundig. Die Tischgespräche mit der Schwiegermutter muten in dieser Version deutlich unharmonischer an. Auch die Empörung von Carrouges vor dem Traualtar, als er von dem fehlenden Teil seiner erhofften Mitgift erfährt, wird hier deutlich präsenter dargestellt und deutet die Scham über die nur materiell begründete Hochzeit auf Seiten von Marguerite an. Ferner gibt es weitere Szenen, in denen Marguerite organisatorische Defizite auf dem vernachlässigten Gut ihres Mannes ausgleicht, etwa im Umgang mit den zur Verfügung stehenden Pferden, etwa wenn in einer Szene ein Hengst ausbricht und eine Stute besteigt, für die er nicht vorgesehen ist, und deshalb von Carrouges mit einer Schaufel von der Stute heruntergeprügelt wird. Auch wird die schwangere Stute auf Anordnung des Hofherren ohne Auslauf im Stall gehalten, was Marguerite in seiner Abwesenheit abschafft. Die Parallelen zu ihrer eigenen beschnittenen Freiheit und der ungebührlichen sexuellen Verbindung sind offenkundig. Die aus Le Gris´ Sicht eindeutige Flirt-Szene beim Tanzen mit ihrem Mann wird ebenfalls aufgelöst: Marguerite unterhält sich zuvor mit ihrem Mann über Le Gris und erklärt, wie mit ein wenig Nettigkeit jede Woge geglättet werden könne, wobei sie ihn also aus Berechnung und mit dem Wissen ihres Mannes lächelnd anschaut. Die Vergewaltigungsszene wird dann in Marguerites Perspektive viel brutaler dargestellt. Le Gris´ Liebesbekundung klingt hier spöttisch vorgetragen; Marguerite verliert ihre Schuhe unabsichtlich auf der Flucht vor ihm. Ihre Gegenwehr ist nachdrücklich, sie ruft mehrfach um Hilfe, wehrt sich verzweifelt, kann jedoch nicht verhindern, dass Le Gris in sie eindringt. Die Kameraeinstellung ruht hier länger auf ihrem verweinten Gesicht, und es ist offenkundig, dass sie die Vereinigung nicht gewollt hat. In einer weiteren Szene fragt ihre Schwiegermutter sie, warum sie überhaupt von der Vergewaltigung erzählt habe. Sie sei selbst auch vergewaltigt worden und habe die Option gewählt, stattdessen „zu leben“, da sie um die Konsequenzen weiß. Im weiteren Verlauf wird deutlich, dass Marguerite erst nach dem Einfordern des „Gottesurteils“ durch ihren Mann erfährt, dass sie im Falle seines Scheitern als Ehebrecherin gilt und ebenfalls getötet wird, durch Verbrennen. Sie wirft Carrouges vor, dass es ihm gar nicht darum ging, ihre Ehre wiederherzustellen, sondern nur seine eigene, mit Inkaufnahme, dass auch sie stirbt und ihr inzwischen geborener Sohn Waise wird. In einem späteren Gespräch mit ihrem Mann weist sie ihn auf die Lächerlichkeit dieses Ehrdenkens hin und sagt, dass sie, wenn sie wählen könnte, sich immer nur für ihr Kind entscheiden würde.
Das Verhör ist aus Marguerites Sicht deutlich persönlicher. Es wird etwa danach gefragt, ob sie bei der Vereinigung mit Le Gris einen Orgasmus („kleiner Tod“) erlebt habe, da nach damaliger Auffassung eine Frau nur dann empfangen könne, wenn dieser eintritt: Ihre Ehe mit Carrouges war jahrelang kinderlos geblieben und erst nach der Vergewaltigung ist sie offenbar zum ersten Mal schwanger geworden.
Die Handlung setzt nach den drei Rückblenden wieder beim eigentlichen Duell ein: Marguerite schaut angekettet von einem Podest aus zu. Le Gris und Carrouges reiten zuerst gegeneinander, um sich aus dem Sattel zu werfen (Tjost), und gehen dann im Zweikampf auf dem Boden aufeinander los. Die Kräfte scheinen zu Beginn gleich verteilt zu sein. Carrouges wird verletzt, schafft es aber letztendlich, Le Gris auf den Boden zu drücken und zu überwältigen. Vor dem Todesstoß fordert er seinen Kontrahenten auf, die Vergewaltigung zuzugeben, aber entsprechend seiner zuvor gezeigten Perspektive streitet Le Gris weiterhin ab, dass es eine Vergewaltigung gab. Carrouges tötet ihn mit einem Dolchstoß. Marguerite wird freigelassen.
Es folgt eine Szene mit ihr auf einer Wiese mit ihrem Sohn. Durch eine Einblende erfährt der Zuschauer, dass Carrouges bald nach dem Duell bei einem neuerlichen Kriegszug ums Leben kam und Marguerite noch ein erfülltes langes Leben führte.

## Produktion

### Vorproduktion
Das Projekt wurde erstmals im Juli 2015 angekündigt, wobei Francis Lawrence für die Regie des Films und Shaun Grant für das Drehbuch vorgesehen waren. Weitere Äußerungen zum Film fanden jedoch nicht statt, bis Ridley Scott im Juli 2019 erklärte, den Film mit Ben Affleck und Matt Damon zu drehen und Nicole Holofcener für das Drehbuch gewinnen zu wollen. In der Zwischenzeit waren die Rechte an dem Film, die 21st Century Fox besaß, durch dessen Fusion mit The Walt Disney Company, an eben jenen Konzern übergegangen.
Von September 2019 bis Februar 2020 wurden die Rollen vergeben.

### Dreharbeiten
Die Dreharbeiten begannen am 14. Februar 2020 im Département Dordogne und wurden am 12. März 2020 in der mittelalterlichen Burg Berzé-le-Châtel der Gemeinde Berzé-le-Châtel (nahe Mâcon) in die Region Burgund verlegt. Die Filmcrew umfasste dabei 200 Personen mit zusätzlich 100 Statisten.
Weitere Dreharbeiten sollten ursprünglich vom 23. März bis 30. März 2020 in Irland an verschiedenen Standorten (darunter Bective Abbey und Cahir Castle) sowie im County Wicklow und in Dublin stattfinden. Am 13. März 2020 kündigte Disney jedoch an, dass die beteiligten Filmproduktionsstudios (Pearl Street Films, TSG Entertainment, Scott Free Productions) die Dreharbeiten aufgrund der COVID-19-Pandemie und der damit einhergehenden Reisebeschränkungen verschieben müssen. Die Dreharbeiten wurden Ende September 2020 wieder aufgenommen und am 14. Oktober 2020 beendet.
Auch die Veröffentlichung, die ursprünglich für den 8. Januar 2021 vorgesehen war, wurde auf den 15. Oktober 2021 umdisponiert.

### Budget
Für die Produktion standen der Filmcrew 100 Millionen US-Dollar zur Verfügung. Aufgrund der COVID-19-Pandemie spielte der Film nur 30 Millionen US-Dollar ein.

## Synchronisation
Die deutschsprachige Synchronisation entstand nach einem Dialogbuch und der Dialogregie von Axel Malzacher im Auftrag der FFS Film- & Fernseh-Synchron GmbH in Berlin.
| Rolle                     | Schauspieler     | Synchronsprecher         |
| ------------------------- | ---------------- | ------------------------ |
| Sir Jean de Carrouges     | Matt Damon       | Simon Jäger              |
| Jacques Le Gris           | Adam Driver      | Julien Haggège           |
| Marguerite de Carrouges   | Jodie Comer      | Lena Schmidtke           |
| Nicole de Carrouges       | Harriet Walter   | Kerstin Sanders-Dornseif |
| Sir Robert de Thibouville | Nathaniel Parker | Martin Umbach            |
| Pierre d’Alençon          | Ben Affleck      | Peter Flechtner          |
| Le Coq                    | Željko Ivanek    | Klaus-Dieter Klebsch     |

## Bewertungen
Laut Rotten Tomatoes konnte der Film bei Kinostart zu über 80 % überzeugen. Laut Metacritic fielen die Kritiken gut aus, wenngleich der große wirtschaftliche Verlust aufgrund geringer Zuschauerzahlen thematisiert wurde. Eine von CinemaScore vorgenommene Umfrage unter Kinobesuchern kam zu dem Ergebnis, dass die Zuschauer dem Film durchschnittlich eine B+ (Äquivalent für 2+ (Schulbenotung in den USA)) vergaben.

## Auszeichnungen
Das National Board of Review nahm The Last Duel in die Top-Ten-Filme des Jahres 2021 auf.